# The Chills
The Chills is een alternatieve-rockband uit Dunedin, Nieuw-Zeeland. In de jaren 80 en 90 was The Chills een van de belangrijkste bijdragers aan de alternatieve muziekstroming die bekendstaat als Dunedin Sound.

## Geschiedenis
Door de jaren heen is de bezetting van de band sterk veranderd. Het enige permanente lid was sinds het begin de inmiddels overleden zanger en componist Martin Philipps. Diverse andere voormalige leden van The Chills hebben zich bij succesvollere bands zoals The Verlaines en Luna aangesloten. 
Philipps' eerdere band the Same trad op samen met andere bands die aan de Dunedin Sound-stroming meededen, zoals Toy Love en The Enemy. Na de dood van drummer Martyn Bull veranderde Philipps de naam van de band tijdelijk in A Wrinkle in Time, omdat de naam The Chills hem te veel aan zijn overleden vriend herinnerde. Deze verandering werd echter snel teruggedraaid.
Dit voortdurende wisselen van de bezetting heeft tot gevolg gehad dat de band maar weinig albums heeft uitgebracht, commercieel nooit erg succesvol is geweest en vrij onbekend is gebleven. Met name in de jaren 90 was de band weinig productief, doordat Philipps begon te sukkelen met zijn gezondheid; zo kreeg hij bijvoorbeeld hepatitis als gevolg van drugsverslaving. Later werd de band weer wat productiever, doordat Philipps van zijn verslaving was genezen.
Bij de opname van het album Sunburnt mochten twee bandleden van The Chills het Verenigd Koninkrijk niet in. Dave Mattacks en Dave Gregory van de band XTC vielen voor hen in.
In juli 2024 overleed Phillipps op 61-jarige leeftijd.

## Discografie

### Nieuw-Zeeland
| Jaar   | Titel                                      | Label              | Score in de Nieuw-Zeelandse hitparade |
| Albums | Albums                                     | Albums             | Albums                                |
| ------ | ------------------------------------------ | ------------------ | ------------------------------------- |
| 1986   | Kaleidoscope World                         | Flying Nun Records | 19                                    |
| 1987   | Brave Words                                | Flying Nun Records | 24                                    |
| 1990   | Submarine Bells                            | Flying Nun Records | 1                                     |
| 1992   | Soft Bomb                                  | Slash              | 3                                     |
| 1994   | Heavenly Pop Hits - The Best of The Chills | Flying Nun         | 24                                    |
| 1996   | Sunburnt                                   | Flying Nun         | 25                                    |
| 2000   | Secret Box                                 | Flying Nun         |                                       |
| 2004   | Stand By                                   | Flying Nun         |                                       |
| Ep's   |                                            |                    |                                       |
| 1982   | Dunedin Double EP (diverse artiesten)      | Flying Nun         |                                       |
| 1985   | The Lost EP                                | Flying Nun         | 4                                     |
| 1994   | Ice Picks                                  | Flying Nun         |                                       |

### Singles
| Jaar | Titel                           | Album           | Score in de Nieuw-Zeelandse hitparade |
| ---- | ------------------------------- | --------------- | ------------------------------------- |
| 1982 | "Rolling Moon"                  |                 | 26                                    |
| 1984 | "Pink Frost"                    |                 | 17                                    |
| 1984 | "Doledrums"                     |                 | 12                                    |
| 1986 | "I'll Only See You Alone Again" |                 |                                       |
| 1986 | "I Love My Leather Jacket"      |                 | 4                                     |
| 1987 | "House with a Hundred Rooms"    |                 |                                       |
| 1988 | "Wet Blanket"                   | Brave Words     |                                       |
| 1990 | "Heavenly Pop Hit"              | Submarine Bells |                                       |
| 1990 | "Drug Magicians"                |                 |                                       |
| 1990 | "Oncoming Day"                  | Submarine Bells |                                       |
| 1990 | "Part Past Part Fiction"        | Submarine Bells |                                       |
| 1992 | "Male Monster from the Id"      | Soft Bomb       |                                       |
| 1992 | "Double Summer"                 | Soft Bomb       |                                       |
| 1995 | "Come Home"                     | Sunburnt        |                                       |